# Pittura su legno
Pittura su legno (Trämålning) è un dramma in un unico atto scritto da Ingmar Bergman nel 1954 per un saggio di fine anno dei suoi allievi all'Accademia di Malmö. 
Visto il successo riscontrato, l'anno successivo Bergman lo pubblicò, e l'anno successivo ancora lo riprese, ampliandolo, fino a farlo diventare la sceneggiatura per il suo film Il settimo sigillo.
L'autore disse che, nella stesura del testo, venne ispirato dalla musica dei Carmina Burana.
L'edizione italiana dell'opera è accompagnata dal saggio "Conversazioni private - Ingmar Bergman scrittore di teatro" di Luca Scarlini.

## Trama
Danimarca, fine del XIII secolo. Il cavaliere muto Antonius Block ed il suo fido scudiero Jons tornano in patria dopo aver passato dieci anni in Terra Santa per le Crociate. Trovano un paese piegato dalla peste, ed incontrano personaggi strani ma rappresentativi della varia umanità dell'epoca.

## Edizioni
- Ingmar Bergman, Pittura su legno, traduzione di Luciano Marrucci, collana Collezione di teatro, Einaudi, 2001,  p. 56, ISBN 88-06-16036-2.